# Giro d'Italia 1946
Il Giro d'Italia 1946, ventinovesima edizione della "Corsa Rosa", la prima dopo la pausa bellica, si svolse in diciassette tappe dal 15 giugno al 7 luglio 1946, su un percorso di complessivi 3 049 km. Fu vinto da Gino Bartali, che completò il percorso in 95h32'20" alla media di 33,948 km/h, davanti ai connazionali Fausto Coppi e Vito Ortelli, rispettivamente secondo e terzo.
A causa della guerra, il numero di professionisti al via si ridusse in maniera sensibile, con soltanto 79 ciclisti alla partenza, tutti italiani (incluso l'italo-americano Joseph Magnani); di questi, 40 portarono a termine la prova. Coppi e Bartali, compagni alla Legnano nel 1940, gareggiarono per la prima volta sotto colori diversi, dato che il primo si era da pochi mesi trasferito alla Bianchi. Durante questo Giro Bartali non vinse tappe, ma vestì di rosa nelle ultime cinque giornate di corsa e fece suo il Gran Premio della Montagna; l'"Airone" conquistò invece tre tappe, due delle quali sulle Dolomiti, oltre a quella finale in volata all'Arena Civica di Milano (in cui fu poi declassato per irregolarità), ma pagò il distacco di oltre quattro minuti accumulato nella Chieti-Napoli e in classifica chiuse secondo per soli 47". In quest'edizione del Giro fu introdotta la maglia nera, assegnata all'ultimo classificato nella graduatoria generale finale, Luigi Malabrocca. 
Il 30 giugno, durante la tappa da Rovigo a Trieste, attivisti anti-italiani favorevoli all'annessione di Trieste alla Jugoslavia bloccarono la carovana del Giro a circa 2 km a est di Pieris, ostruendo la strada con blocchi di cemento e bersagliando i corridori con lanci di chiodi e pietre. La Polizia della Venezia Giulia al seguito del Giro, composta da militari americani, intervenne per sgombrare la strada dai manifestanti, dai quali partì un colpo di pistola che ferì un agente. Ne scaturì uno scontro a fuoco con altri manifestanti, fino a quando la Polizia riuscì a disperdere la folla. L'organizzazione del Giro aveva già deciso di dichiarare conclusa a Pieris la tappa, con tempi eguali per tutti (6 ore), ma alcuni atleti capeggiati dal triestino Giordano Cottur insistevano per raggiungere comunque Trieste. Le incertezze espresse da Coppi e Bartali vennero risolte dagli ordini di scuderia della Legnano e della Bianchi, che prelevarono i loro atleti per trasferirli a Udine, divenuta sede di partenza (per motivi di ordine pubblico) della tappa successiva. Diciassette corridori, tra cui Cottur, si fecero invece trasportare sugli automezzi militari fino a Grignano, da dove si diressero verso il traguardo approntato nell'ippodromo di Montebello (nella zona nord di Trieste): qui furono acclamati e portati in trionfo dagli abitanti della città.

## Tappe
| Tappa  | Data      | Percorso                                      | km    | Vincitore di tappa | Leader cl. generale |
| ------ | --------- | --------------------------------------------- | ----- | ------------------ | ------------------- |
| 1ª     | 15 giugno | Milano > Torino                               | 185   | Giordano Cottur    | Giordano Cottur     |
| 2ª     | 16 giugno | Torino > Genova                               | 190   | Antonio Bevilacqua | Antonio Bevilacqua  |
| 3ª     | 17 giugno | Genova > Montecatini Terme                    | 222   | Adolfo Leoni       | Antonio Bevilacqua  |
|        | 18 giugno | giorno di riposo                              |       |                    |                     |
| 4ª-1ª  | 19 giugno | Montecatini Terme > Prato (cron. individuale) | 40    | Antonio Bevilacqua | Antonio Bevilacqua  |
| 4ª-2ª  | 19 giugno | Prato > Bologna                               | 112   | Fausto Coppi       | Fermo Camellini     |
| 5ª-1ª  | 20 giugno | Bologna > Cesena                              | 80    | Olimpio Bizzi      | Fermo Camellini     |
| 5ª-2ª  | 20 giugno | Cesena > Ancona                               | 128   | Aldo Bini          | Fermo Camellini     |
|        | 21 giugno | giorno di riposo                              |       |                    |                     |
| 6ª     | 22 giugno | Ancona > Chieti                               | 170   | Vito Ortelli       | Fermo Camellini     |
| 7ª     | 23 giugno | Chieti > Napoli                               | 244   | Mario Ricci        | Vito Ortelli        |
|        | 24 giugno | giorno di riposo                              |       |                    |                     |
| 8ª     | 25 giugno | Napoli > Roma                                 | 226   | Elio Bertocchi     | Vito Ortelli        |
| 9ª     | 26 giugno | Roma > Perugia                                | 191   | Aldo Baito         | Vito Ortelli        |
| 10ª    | 27 giugno | Perugia > Firenze                             | 165   | Renzo Zanazzi      | Vito Ortelli        |
|        | 28 giugno | giorno di riposo                              |       |                    |                     |
| 11ª    | 29 giugno | Firenze > Rovigo                              | 245   | Oreste Conte       | Vito Ortelli        |
| 12ª    | 30 giugno | Rovigo > Trieste                              |       | neutralizzata      | Vito Ortelli        |
|        | 1º luglio | giorno di riposo                              |       |                    |                     |
| 13ª    | 2 luglio  | Udine > Auronzo di Cadore                     | 124   | Fausto Coppi       | Gino Bartali        |
| 14ª    | 3 luglio  | Auronzo di Cadore > Bassano del Grappa        | 203   | Fausto Coppi       | Gino Bartali        |
|        | 4 luglio  | giorno di riposo                              |       |                    |                     |
| 15ª    | 5 luglio  | Bassano del Grappa > Trento                   | 186   | Aldo Ronconi       | Gino Bartali        |
| 16ª-1ª | 6 luglio  | Trento > Verona                               | 90    | Oreste Conte       | Gino Bartali        |
| 16ª-2ª | 6 luglio  | Verona > Mantova                              | 72    | Elio Bertocchi     | Gino Bartali        |
| 17ª    | 7 luglio  | Mantova > Milano                              | 176   | Oreste Conte       | Gino Bartali        |
| Totale | Totale    | Totale                                        | 3 049 |                    |                     |

## Squadre e corridori partecipanti
Gli iscritti furono 79, contraddistinti con numeri di gara a crescere da 1 a 80, saltando il solo numero 50, eliminato dall'organizzazione per meglio differenziare i primi 49 atleti tesserati dalle sette "squadre d'industria", ognuna composta da sette corridori, dai 30 "aggruppati", divisi in sei gruppi da cinque corridori l'uno, tesserati da polisportive.
| N.    | Cod. | Squadra          |
| ----- | ---- | ---------------- |
| 1-7   |      | Legnano          |
| 8-14  |      | Bianchi          |
| 15-21 |      | Viscontea        |
| 22-28 |      | Benotto          |
| 29-35 |      | Olmo             |
| 36-42 |      | Welter           |
| 43-49 |      | Wilier Triestina |

| N.    | Cod. | Squadra                  |
| ----- | ---- | ------------------------ |
| 51-55 |      | Milan-Gazzetta           |
| 56-60 |      | Velo Club Bustese        |
| 61-65 |      | Fronte della Gioventù    |
| 66-70 |      | ENAL-Campari             |
| 71-75 |      | Azzini Freni Universal   |
| 76-80 |      | Centro Sportivo Italiano |

## Classifiche finali

### Classifica generale - Maglia rosa
| Pos. | Corridore        | Squadra    | Tempo     |
| ---- | ---------------- | ---------- | --------- |
| 1    | Gino Bartali     | Legnano    | 95h32'20" |
| 2    | Fausto Coppi     | Bianchi    | a 47"     |
| 3    | Vito Ortelli     | Benotto    | a 15'28"  |
| 4    | Salvatore Crippa | ENAL-Camp. | a 15'31"  |
| 5    | Aldo Ronconi     | Benotto    | a 24'31"  |
| 6    | Giulio Bresci    | Welter     | a 27'35"  |
| 7    | Ezio Cecchi      | CSI        | a 37'58"  |
| 8    | Giordano Cottur  | Wilier Tr. | a 38'28"  |
| 9    | Alfredo Martini  | Welter     | a 39'54"  |
| 10   | Primo Volpi      | VC Bustese | a 43'12"  |

### Classifica del Gran Premio della Montagna
| Pos. | Corridore    | Squadra | Punti |
| ---- | ------------ | ------- | ----- |
| 1    | Gino Bartali | Legnano | ?     |
| 2    | Fausto Coppi | Bianchi | ?     |
| 3    | Vito Ortelli | Benotto | ?     |

### Classifica aggruppati - Maglia bianca
| Pos. | Corridore         | Gruppo     | Tempo     |
| ---- | ----------------- | ---------- | --------- |
| 1    | Salvatore Crippa  | ENAL-Camp. | 95h47'51" |
| 2    | Ezio Cecchi       | CSI        | a 22'27"  |
| 3    | Primo Volpi       | VC Bustese | a 27'42"  |
| 4    | Aldo Baito        | VC Bustese | a 28'44"  |
| 5    | Serafino Biagioni | Fronte G.  | a 31'25"  |